# Priti Adani
Pour les articles homonymes, voir Adani.
Priti Gautam Adani (née Vora en 1965) est une femme d'affaires, dentiste et philanthrope indienne, présidente de la fondation Adani,. Elle est l'une des principales femmes éducatrices de l'État du Gujarat.

## Biographie

### Jeunesse et éducation
Priti Vora est née à Mumbai dans une famille gujaratie en 1965. Elle obtient un Bachelor en chirurgie dentaire au Government Dental College d'Ahmedabad. Elle est mariée au président du groupe Adani, Gautam Adani, qui est la personne la plus riche d'Inde.

### Carrière
Priti Adani commence sa carrière en tant que dentiste. En 1996, elle est nommée présidente de la Fondation Adani.
En 2001, après le tremblement de terre de Bhuj, elle créé l'Adani DAV School à Mundra. Ultérieurement, l'école est renommée Adani Public School. En juin 2009, elle et son mari créé l'école Adani Vidya Mandir à Bhadreshwar (proche de Mundra) et d'Ahmedabad. Adani Vidya Mandir offre un enseignement secondaire supérieur gratuit aux enfants défavorisés. Sous sa direction, le budget RSE du groupe Adani pour 2018-2019 est passé de passé de 95 à 128 millions de roupies, en l'espace d'un an.

## Récompenses
- FICCI -FLOW Women Philanthropist Award (2010-11)[7].
- Doctorat honorifique de la Gujarat Law Society University[8].

## Vie privée
Priti Adani est mariée à Gautam Adani, l'actuel président du groupe Adani.